# Marina Morabito
Marina Morabito (1973) es una botánica, algóloga, profesora, taxónoma, conservadora y exploradora italiana.

## Carrera
En 1997, se licenció en Ciencias Biológicas por la Universidad de Mesina (evaluación final: 110/110 cum laude). Y en 2001, obtuvo su Ph.D por la Universidad de Mesina, sobre ficología.
Desarrolla actividades académicas y científicas en el Departamento de Ciencias de la Vida "Marcello Malpighi", Universidad de Mesina, Italia, siendo investigadora y profesora agregada en botánica (S.S.D. BIO / 01) desde 2006. Es Jefa del Laboratorio de filogenia molecular de dicha casa. Sus responsabilidades en docencia son: Botánica General (ciencias biológicas); Botánica (biología y ecología marina); Evolución y diversidad vegetal (Biología); Biología de la reproducción de algas (Ciencias Biológicas); Delegada del Departamento en la gestión de las actividades Erasmus.

## Algunas publicaciones
- Antonio Manghisi, marina Morabito, g.h. Boo, s.m. Boo, c. Bonillo, o. De Clerck, l. Le Gall. 2015. Two novel species of Yonagunia (Halymeniales, Rhodophyta) were uncovered in the South of Madagascar during the Atimo-Vatae Expedition. Cryptogam. Algol. 36: 199 – 217.

- --------------, line Le Gall, antonia Ribera, céline Bonillo, gaetano m. Gargiulo, marina Morabito. 2014. The Mediterranean endemic new genus Felicinia (Halymeniales, Rhodophyta) recognized by a morphological and phylogenetic integrative approach. Cryptogamie, Algologie 35 (3): 221 - 243.

- g.m. Gargiulo, marina Morabito, a. Manghisi. 2013a. A re-assessment of reproductive anatomy and postfertilization development in the systematics of Grateloupia (Halymeniales, Rhodophyta). Cryptogamie: Algologie 34 (1): 3 - 35.

- a. Sfriso, m.a. Wolf, k. Sciuto, marina Morabito, c. Andreoli, i. Moro. 2013b. Gracilaria viridis sp. nov. (Gracilariales, Rhodophyta): a new red algal species from the Mediterranean Sea. Phycologia 52: 65 – 73. DOI: 10.2216/12-007.1 resumen

- a. Manghisi, c. Bertuccio, s. Armeli Minicante, v. Fiore, l. Le Gall, g. Genovese, marina Morabito. 2012a. Identifying alien macroalgae through DNA barcoding: the case of Hypnea cornuta (Cystocloniaceae, Rhodophyta). Transitional Water Bull. 5 (1): 42 - 49 resumen

- -------------, s. Armeli Minicante, c. Bertuccio, marina Morabito, p. Torricelli, g. Genovese. 2012b. A cryptic alien seaweed spreading in Mediterranean coastal lagoons. Transitional Water Bull. 5 (1): 1 - 7 ISSN 1825-229X, DOI 10.1285/i1825229Xv5n1p1

- g. Genovese, c. Faggio, c. Gugliandolo, a. Torre, a. Spanò, marina Morabito, t.l. Maugeri. 2012c. In vitro evaluation of antibacterial activity of Asparagopsis taxiformis from Straits of Messina against pathogens relevant in aquaculture. Marine Environmental Res. 73: 1 - 6.

- --------------, v. Fiore, g. Tripodi, marina Morabito. 2011. Endogenous cryoprotectants in Porphyra C. Agardh (Bangiales, Rhodophyta). Natura Rerum 1: 67 - 76.

- a. Manghisi, marina Morabito, c. Bertuccio, l. Le  Gall, a. Couloux, c. Cruaud, g. Genovese. 2010. Is routine DNA barcoding an efficient tool to reveal introductions of alien macroalgae? A case study of Agardhiella subulata (Solieriaceae, Rhodophyta) in Cape Peloro lagoon (Sicily, Italy). Criptogamie Algologie 31: 423 - 33.

- r.j. Wilkes, marina Morabito, g.m. Gargiulo. 2006a. Taxonomic considerations of a foliose Grateloupia species from the Straits of Messina. J. of Applied Phycology 18: 663 – 669.

- g.m. Gargiulo, marina Morabito, g. Genovese, f. De Masi. 2006b. Molecular systematics and phylogenetics of Gracilariacean species from the Mediterranean Sea. J. of Applied Phycology 18: 497 – 504.

- marina Morabito, g. Genovese, g.m. Gargiulo. 2005. A simple and rapid technique to PCR amplify plastid genes from spores of Porphyra (Bangiales, Rhodophyta). J. of Applied Phycology 17: 35 - 38.

- ---------------- , f. De Masi, g.m. Gargiulo. 2003. Life history of two species of Bryopsis from the Straits of Messina (Italy). Bocconea 16: 1059 - 1066.

- g.m. Gargiulo, g. Genovese, marina Morabito, f. Culoso, f. De Masi. 2001. Sexual and asexual reproduction of Bangia atropurpurea (Bangiales, Rhodophyta) from Eastern Sicily (Italy). Phycologia 40 (1): 88 - 96.

## Honores

### Membresías[1]
- Società Botanica Italiana
- Italian Network for DNA barcoding
- British Phycological Society
- Federation of European Phycological Societies
- International Phycological Society
- International Seaweed Association

### Galardones
- 2003: “Premio Società Botanica Italiana”, a la tesis doctoral sobresaliente en Botánica.[1]
- 2005 - 2006: miembro de posdoctorado, a través del Premio Gobierno de Canadá, para efectivizar el Proyecto de investigación: sistemática molecular y filogenia de especies del género de algas rojas Grateloupia.[2]

### Revisora jueza
- Futuro in ricerca (MIUR), 2013
- Chinese Journal of Oceanology and Limnology, ISSN 0254-4059, 2012
- Cryptogamie: Algologie, ISSN 0181-1568, 2011
- Sexual Plant Reproduction, ISSN 0934-0882, 2011
- FIRB-Futuro in ricerca (MIUR), 2011

- La abreviatura «Morabito» se emplea para indicar a Marina Morabito como autoridad en la descripción y clasificación científica de los vegetales.[4]